# Ronald Hugh Barker
Ronald Hugh Barker FIEE (1915 - 7 de octubre de 2015) fue un físico irlandés e inventor del código Barker para la sincronización digital. Fue miembro de la Institución de Ingeniería y Tecnología (IET) durante 70 años. 
Nacido en Dublín (Irlanda), Barker tuvo una educación irregular, pero destacó en matemáticas y se aficionó a la electrónica. Se le conoce sobre todo por sus innovadores trabajos sobre la sincronización de los sistemas de comunicación digital y el encuadramiento de los datos recibidos, mediante el uso de códigos digitales (véase frame slip). Estos códigos digitales se conocen como código Barker. El método se investigó inicialmente en el SRDE Royal Signals Research Establishment, justo después de la Segunda Guerra Mundial, para su uso en radares, telemetría de cohetes y habla digital. En 1952, Barker descubrió que 7 secuencias de Barker de hasta una longitud de 13 eran útiles para la correlación. Estas secuencias se utilizan hoy en día en la mayoría de las transmisiones de datos. Ejemplos de aplicaciones son el radar, la telefonía móvil, la telemetría, el habla digital, las imágenes y pruebas de ultrasonidos, el GPS y el Wi-Fi, etc.

## Estudios
Nacido en Dublín de padres ingleses, sus primeros años de educación se vieron interrumpidos por los frecuentes periodos de desempleo de su padre y sus traslados entre Dublín e Inglaterra para encontrar trabajo como artista de vidrieras, a menudo alojándose en alojamientos de mala muerte. Durante gran parte del tiempo, Roy (como se le conocía) vivió con su madre, una maestra de escuela en Thomas Street, Heath y Reach. A los 13 años, Barker fue entrevistado por el director, el Sr. F. Fairbrother, de una nueva escuela, The Cedars (ahora Cedars Upper School), en Leighton Buzzard. Tras un examen de ingreso, fue admitido en la escuela, donde permaneció hasta 1934. En el sexto curso, sus asignaturas principales fueron química, física y matemáticas. Fue durante su estancia en The Cedars cuando Barker se interesó por la electricidad y la radio, construyendo radios de tres válvulas con componentes caseros como bobinas y altavoces. Barker destacó en matemáticas y obtuvo una beca para el University College Hull. En 1938 obtuvo un título de primera clase en física otorgado por la Universidad de Londres.

## Inicios de su carrera
Barker es conocido por su invención del código Barker o secuencia Barker, un medio para comprobar la sincronización y el encuadre de los datos recibidos. Se utiliza en la mayoría de las transmisiones de datos dentro (y fuera) de nuestro mundo hoy en día, ya que el uso de un código Barker es necesario para la recepción precisa de los datos. Cita: "Una secuencia de dígitos binarios tiene muy poco sentido si no se conoce el significado de cada uno de ellos".
En 1941, Barker se incorporó a Standard Telephones and Cables (STC) North Woolwich, Inglaterra, en su departamento de válvulas termoiónicas, diseñando tubos y equipos de rayos X dentales. Tras un bombardeo sobre Woolwich, Roy regresó en bicicleta a Heath y Reach, donde conoció a su futura esposa, Wendy Emily Hunt (1917-1998). Barker dimitió de la STC, ya que consideraba que su trabajo en los tubos de rayos X no estaba relacionado con el esfuerzo bélico.
Asumió un nuevo puesto como oficial experimental temporal en el Signals Experimental Establishment (SEE), inicialmente en Woolwich Common, pero pronto se trasladó a Warnham Court (ver foto), Horsham, Inglaterra}}. Allí colaboró en el diseño del equipo inalámbrico n.º 19, un equipo inalámbrico estándar utilizado en muchos tanques en la Segunda Guerra Mundial. A partir de ahí, Barker pasó a diseñar aparatos de radio bidireccionales portátiles para su uso en la jungla.
Posteriormente, el S.E.E. pasó a llamarse Signals Research and Development Establishment (SRDE) y se integró en el Ministerio de Suministros. El personal se trasladó a Christchurch, Dorset, Inglaterra, en el verano de 1943. El programa de armas guiadas del Reino Unido se puso en marcha en 1944. El primer sistema experimental se denominó LOPGAP, acrónimo de Liquid Oxygen Propelled Guided Anti-aircraft Projectile

Brazo de aire de la flota Anson con primer británico LOPGAP el misil guiado tomado en Somerford Aeródromo, Christchurch el 29 de mayo de 1945

Barker se encargó del equipo de telemetría. Este proyecto tenía la máxima prioridad, por lo que fue fácil avanzar rápidamente. Los primeros disparos se realizaron en Ynyslas (Gales) antes de la construcción del campo de tiro especial para armas guiadas en el Royal Aerospace Establishment RAE Aberporth, Gales. En 1946, R. H. Barker presentó una ponencia sobre su sistema en una conferencia internacional sobre telemetría celebrada en la Universidad de Princeton (Estados Unidos).

## Carrera de posguerra

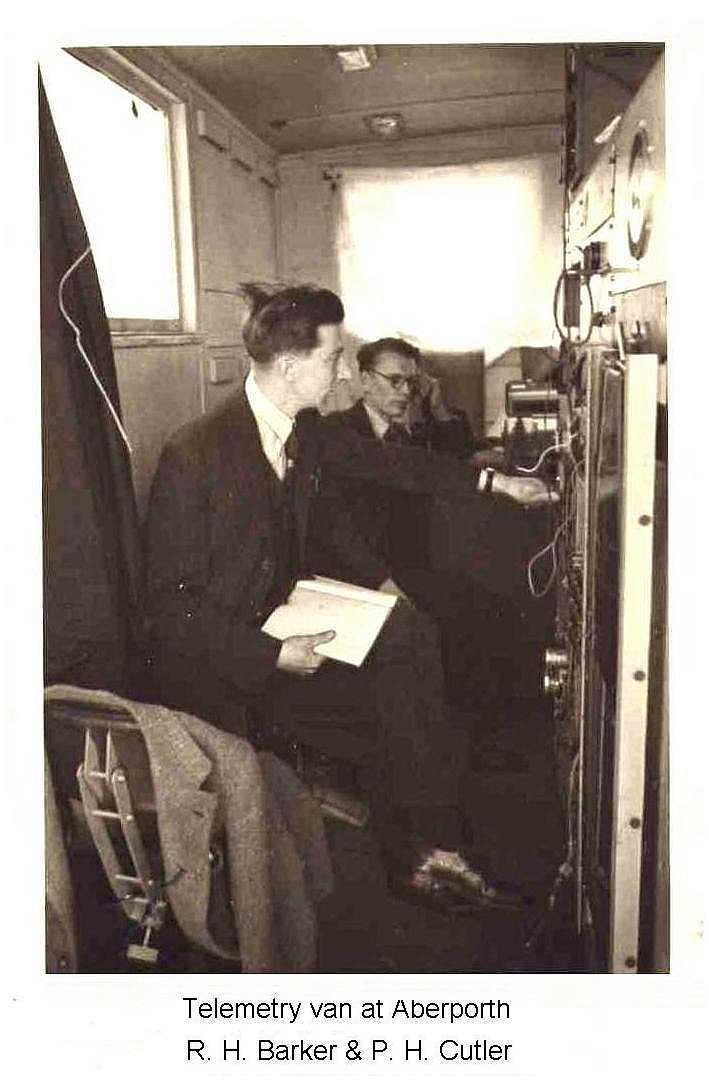
Dr. R H Barker y Peter Cutler en la furgoneta de telemetría durante pruebas

Al final de la guerra, Barker fue nombrado oficial científico superior y se encargó de la criptografía del habla. La técnica de encriptación del habla consistía en codificar primero digitalmente la forma de onda del habla (de forma muy parecida a la que se utilizó más tarde para la grabación digital de la música) y luego codificar el flujo de dígitos binarios multiplicándolo (bit a bit) por un segundo flujo producido de forma sincrónica en un generador de números pseudoaleatorios. Este último era un ordenador digital de propósito especial programado para producir una secuencia pseudoaleatoria. Este trabajo puso a Barker en contacto con muchos de los primeros trabajos sobre ordenadores en Inglaterra. Todavía en el SRDE, Barker contaba con un equipo de 12 científicos, ya que los trabajos sobre las aplicaciones de la electrónica digital se habían ampliado para incluir el control de los disparos, los servosistemas y la comunicación por modulación del código de impulsos (habla digital).

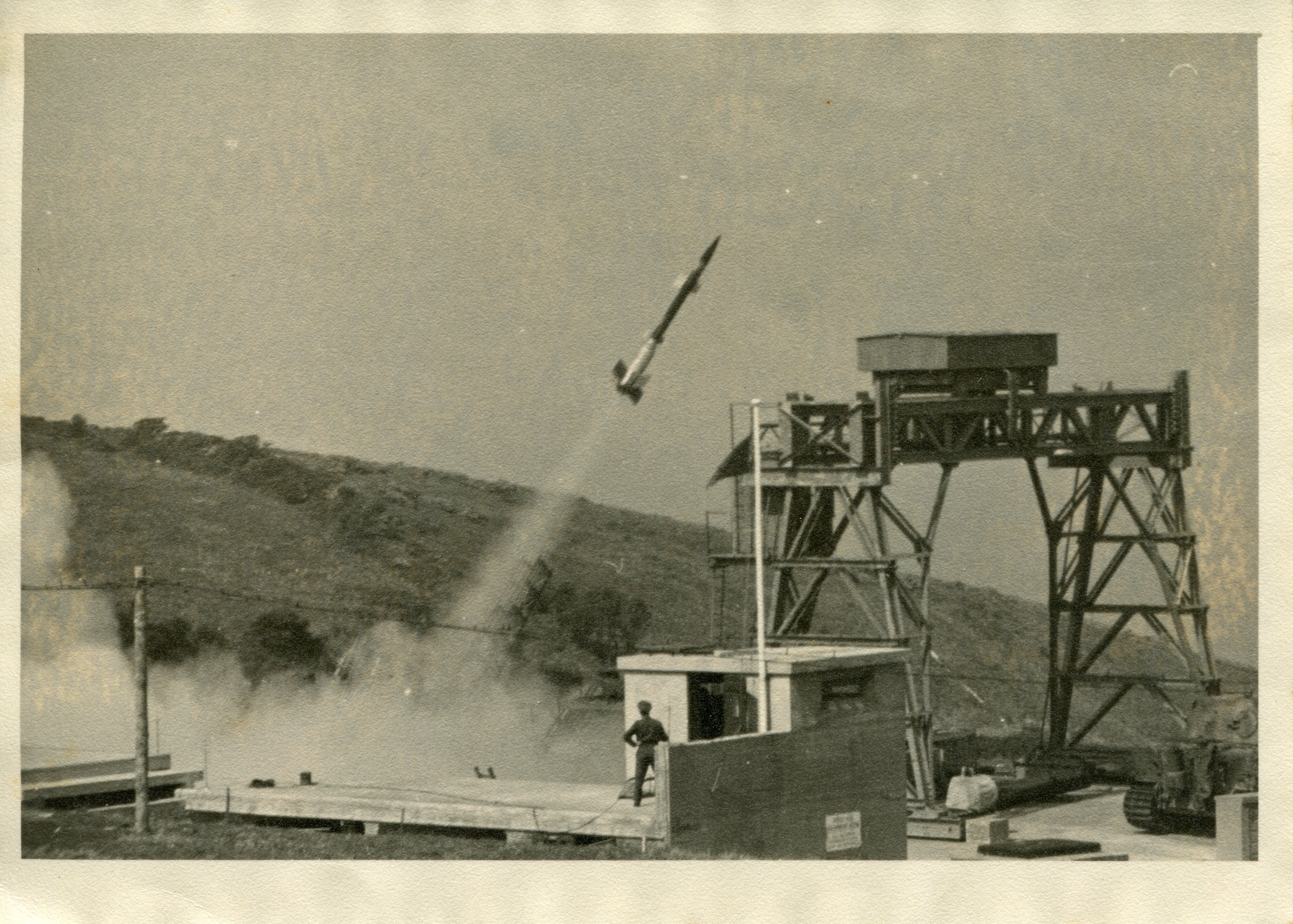
Pruebas de telemetría en Ynyslas, Gales, 1945

La información sobre el SRDE se conserva localmente en The Red House Museum and Gardens, Christchurch, Inglaterra. En 1976, el Signals Research and Development Establishment, dedicado a la investigación de las comunicaciones, se unió al Royal Radar Establishment para formar el Royal Signals and Radar Establishment (RSRE). Los Archivos Nacionales (Reino Unido) conservan actualmente los archivos del SRDE de Christchurch. Es posible que no hayan sido digitalizados).
Dos aspectos de su trabajo se hicieron muy conocidos:
- El método de la transformada z para analizar el comportamiento de los sistemas de modulación por impulsos[7]
- Se conoce un método de sincronización de los sistemas de comunicación digital mediante lo que hoy se conoce como secuencia de Barker o código de Barker. El artículo original se titulaba "Group Synchronisation of Binary Digital Systems".[8] Este método se utiliza en las comunicaciones espaciales cercanas a la Tierra, como el Galileo (navegación por satélite), el GPS, las comunicaciones por satélite y las misiones Apolo

El Oxford Dictionary of Computer Science define una secuencia Barker como:
Otras obras estándar en este campo también definen y utilizan el concepto.
En abril de 1954 Barker obtuvo su doctorado por la Universidad de Londres y posteriormente fue ascendido a oficial científico principal, lo que supuso el fin de su investigación personal y el inicio de una carrera administrativa. El nuevo trabajo era el de director adjunto de la sede del Ministerio de Suministros, en New Oxford Street, Londres. El trabajo en la sede era tedioso y en 1957 Barker volvió a SRDESteamer Point, Christchurch, Dorset, como Superintendente de Investigación a cargo del sitio.
En 1959, Barker asumió el cargo de director adjunto de los Laboratorios Centrales de Investigación Eléctrica (CERL) de Leatherhead, Surrey, y se encargó del funcionamiento diario de los laboratorios y de la contratación necesaria para aumentar el número de científicos de 250 a 600. Fue durante este periodo cuando Barker se hizo más activo en la Institución de Ingenieros Eléctricos (IEE). Se incorporó como miembro corporativo en 1945 y fue elegido Fellow en 1962, formando parte de varios comités de la División de Energía y de la División de Control y Automatización, llegando a ser presidente de la división en 1971. Barker se convirtió en miembro del consejo y formó parte del importante Consejo de Miembros durante muchos años y durante un tiempo del Comité de Control Automático.
Barker aceptó un puesto de director en el consejo de administración principal con el grupo de empresas Pullin en 1964. La empresa se dedicaba a fabricar equipos de sonar para la Marina Real bajo la supervisión detallada del Establecimiento de Armas Submarinas del Almirantazgo. La empresa no disponía de recursos financieros y había poco margen para la innovación. Después de que la empresa pasara a manos de la Rank Organisation, quedaba poco margen para la investigación y la gestión de la empresa.
En 1965, Barker dio el último paso en su carrera para convertirse en director adjunto del Royal Armament Research Establishment (RARDE) en Fort Halstead, Kent, a nivel de director general de experimentación. Aquí, Barker, que tenía experiencia en la gestión de líneas en la industria, tenía ahora un nivel de responsabilidad mucho mayor. En 1965, había 2.500 empleados en el RARDE y Barker era responsable de la mitad de las ramas científicas y del personal. El trabajo de investigación que se realizaba era la evaluación de sistemas de armas no nucleares. Barker se jubiló en mayo de 1979.
A lo largo de los años, la tecnología digital ha avanzado mucho, pero los códigos Barker siguen siendo el núcleo de las transmisiones. Se han publicado muchos artículos científicos que han descubierto que el código Barker es el mejor y más eficiente medio para transmitir datos. Desde que se publicó su artículo original, no se han encontrado otros códigos. También se ha demostrado que no existen otros códigos de longitud impar. Si existiera otro código, su longitud sería tan larga que no tendría ninguna utilidad. Ejemplos de aplicaciones son el radar, la telefonía móvil, la telemetría, la obtención de imágenes y pruebas de ultrasonidos, el GPS y el Wi-Fi Muchas de estas tecnologías utilizan DSSS. Esta técnica incorpora el código Barker para mejorar la calidad de la señal recibida y mejorar la seguridad

R H Barker Es 2.º jugador en fila posterior del izquierdo excluyendo el linier

## Vida privada
En 1943, Barker se casó con Wendy Hunt en la iglesia de San Agustín de South Croydon y tuvo dos hijos. En su jubilación, Roy perteneció a tres clubes de bridge, jugando al bridge duplicado a nivel del condado y siguió jugando en su club de bridge local en Verwood hasta su 99.º cumpleaños. Barker falleció el 7 de octubre de 2015, su trabajo y dedicación fueron reconocidos en su obituario publicado por el IET en IET Obituary News.